# Targoszów
Targoszów est une localité polonaise de la gmina de Stryszawa, située dans le powiat de Sucha en voïvodie de Petite-Pologne.